# 斡兀立·秃忒迷
斡兀立·秃忒迷（?—?），蒙古帝国人物。
斡兀立氏，名秃忒迷。大蒙古国大汗蒙哥（元宪宗）的后妃（可敦、哈屯，汉译皇后），《史集》记载的蒙哥的第二皇后。没有生下子女。《元史》和《新元史》没有记载。她和元定宗贵由的钦淑皇后海迷失的都是出自斡兀立部（即后来的瓦剌、卫拉特），为忽都合别乞之女。